# سانت أغاتا فيلتريا
سانت أغاتا فيلتريا (بالإيطالية: Sant'Agata Feltria)‏ هي بلدية في مقاطعة ريميني في إقليم إميليا رومانيا في إيطاليا. 

## السكان
في سنة 1861 بلغ عدد السكان 3٬763 نسمة، وتطور العدد ليصل في سنة 2011 لـ 2٬280 نسمة.
يظهر هذا المخطط البياني تطور النمو السكاني لـ سانت أغاتا فيلتريا